# 聯合陸軍（奧匈帝國）

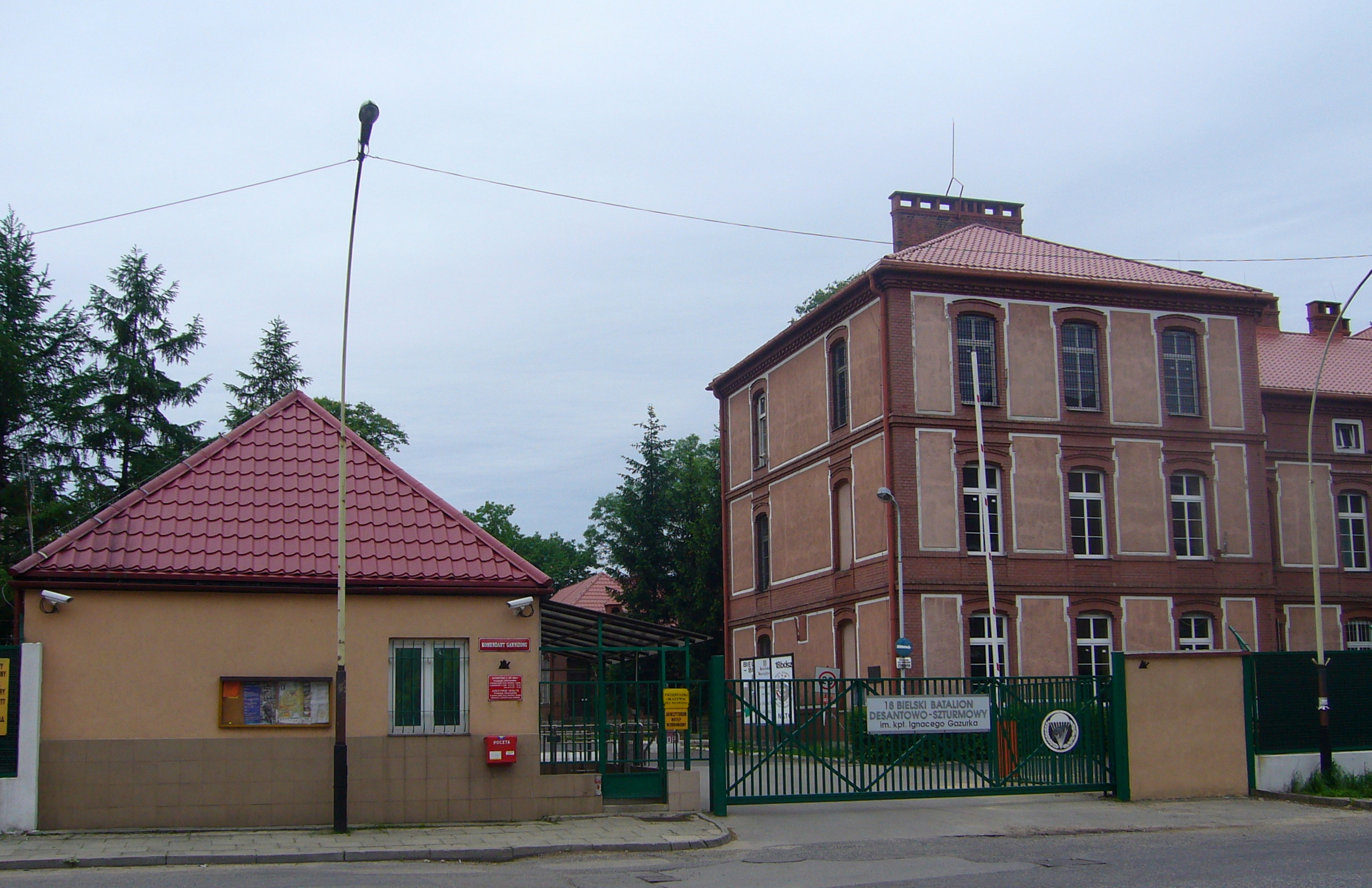
位于比利茨（现在的别尔斯科-比亚瓦）的原第三乌兰军团军营，至今仍被波兰武装部队使用。

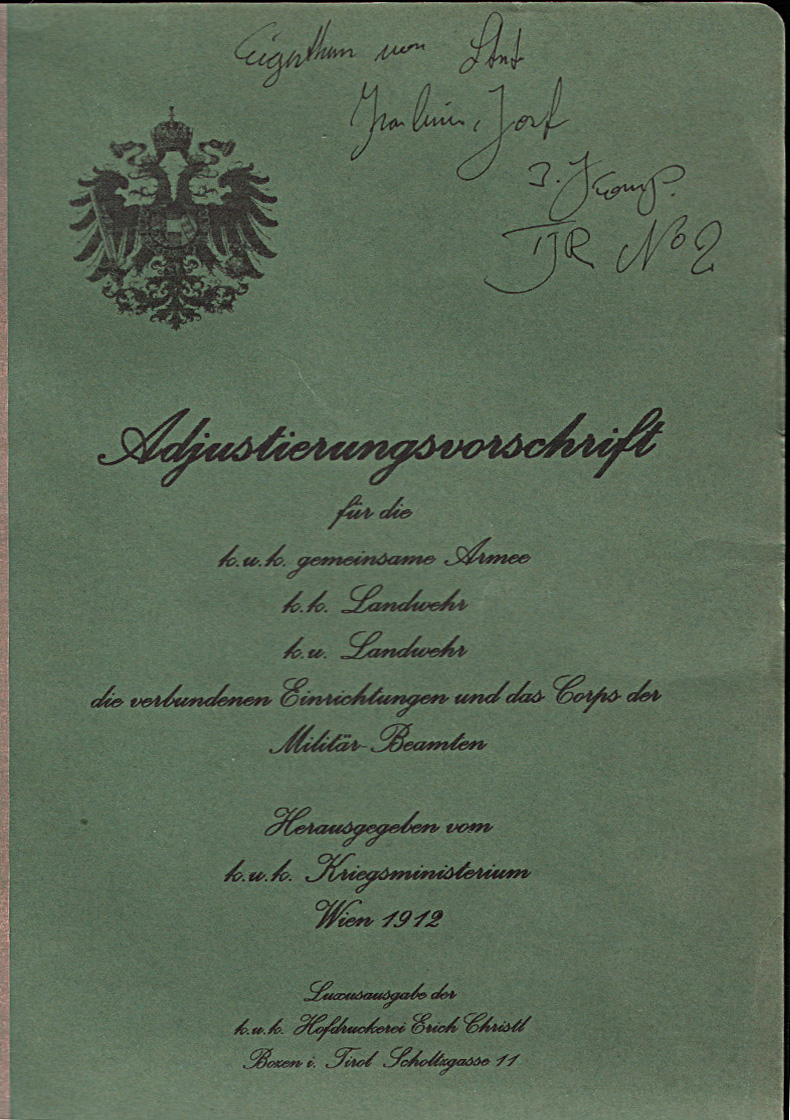
1867年制服规定（1911/12版）。

聯合陸軍（德語： Gemeinsame Armee）是由奧匈帝国和匈牙利皇家军事管理局正式制定的軍隊，是 1867 年至 1914 年间奥匈帝国陆军的最大组成部分，另外两个单位是帝国陸軍（奥地利）和匈牙利皇家陆军。然而，它被皇帝和和平时期的法律简单地称为陆军( Heer )  ，并且在 1918 年之后通俗地称为k.u.k. Armee （帝国和皇家军队的缩写）。
聯合軍成立于 1867 年 3 月 15 日，并于 1918 年 10 月 31 日匈牙利军队离开后实际上解散，共同陆军构成了新双重君主政体“奧匈帝國軍隊”（ Bewaffneten Macht或Wehrmacht ）的主要组成部分，帝国海军和皇家海军都隶属于该国家。 （k.u.k. Kriegsmarine）也属于其中。第一次世界大战期间，君主国的所有陆地和海上部队都隶属于 1914 年成立的陸軍高級司令部(Armeeoberkommando)。

## 历史

### 名字的由来
直到 1889 年，武装部队的称号都是“k.k”（ kaiserlich-königlich ，即“帝國與皇家”，从技术上讲，1867 年之后，这对于奥地利和匈牙利帝国两半的共同制度来说是不正确的），就像他们在 1867 年之前所做的那样。仅根据匈牙利王国的明确意愿，才使用“k.u.k.”和“cs. és kir”这一名称。 （德语：“ kaiserlich und königlich ”，匈牙利语：“császári és királyi”，即“帝国和皇家”）的引入是为了更清楚地区分新的奥地利军队， k.k. Landwehr和新的匈牙利军队m. kir. Honvédség。海军并不经常使用“k.u.k.”，因为奧匈帝國除了主力海军之外，几乎没有其他海军力量。

## 组织
奧匈帝國國內的武裝力量除了聯合军之外，还有：
- 帝国和皇家海军

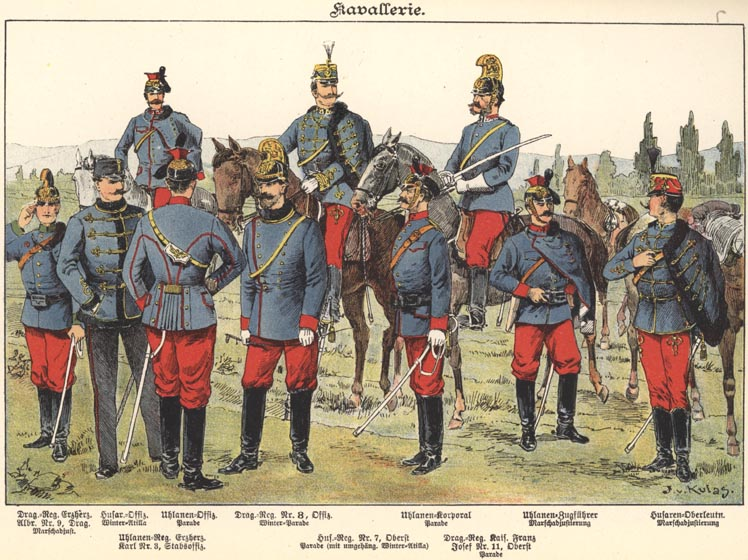
1900年左右的帝国和皇家骑兵

- 匈牙利皇家軍隊（ Magyar Király Honvédség ）或Honvéd
- 帝国皇家陸軍（位于西斯莱塔尼亚）

共同陆军和海军由帝国战争部长 ( Reichskriegsminister ) 管理，后来，从 1911 年 9 月 20 日起，维也纳的帝国和皇家战争部长立即隶属于皇帝和国王。另外两个武裝軍隊也分别由维也纳帝国皇家政府的国防部长和布达佩斯匈牙利皇家政府的国防部长管理。
1915年，团衔中的所有补充名称和尊称被正式取消，从此只能用编号来称呼。实际上这并没有发生；首先，因为没有人愿意这样做，其次，因为非常节俭的帝国和皇家军事当局下令必须首先用完所有现有的邮票和信頭。

## 外部連結
1. ↑  For example: . Wiener Zeitung (213). 18 September 1903: 1  [2023-09-21]. （原始内容存档于2022-11-08） （德语）.